# Балешэр
Балешэ́р (Балеша́р, Балеше́р; англ. Baleshare, гэльск. Baile Sear) — приливный остров в составе архипелага Внешние Гебридские острова, Шотландия, Великобритания.

## Этимология
Название острова Балешэр в переводе с гэльского языка означает «Восточная ферма». При этом «Западной фермой» называлась земля, когда-то соединявшая Балешэр и острова Монах, но смытая океаном в XVI веке.

## География
К югу от Балешэра на расстоянии около 350 метров находится остров Бенбекьюла, с востока и севера — остров Норт-Уист, причём с востока расстояние между ними составляет также около 350 метров и во время отлива с острова на остров можно перейти через дамбу Baleshare Causeway, построенную в 1962 году. Ближайшая земля с запада — острова Монах, расположенные примерно в 12,5 километрах. В 250 метрах к северо-западу от Балешэра находится необитаемый остров Киркибост.
С севера на юг Балешэр вытянут примерно на 5,6 километра, с запада на восток — на 2,5 километра (в самой широкой части), площадь острова — 9,1 км². Всё западное побережье острова представляет собой один длинный пляж. Остров низменный: его высшая точка составляет лишь 12 метров над уровнем моря. Обнаружены два древних поселения человека, следы которых скоро могут быть уничтожены в связи с эрозией.

## Демография
- 1981 год — 67 человек[5]
- 1991 год — 55 человек[6]
- 2001 год — 49 человек в 18 домохозяйствах
- 2011 год — 58 человек (21 домохозяйство) в двух поселениях[7]